# Marija Manolowa
Marija Momtschewa Manolowa (bulgarisch Мария Момчева Манолова, engl. Transkription Mariya Manolova; * 6. September 1963 in Tschepelare) ist eine ehemalige bulgarische Biathletin.
Manolowa gehörte von der zweiten Hälfte der 1980er Jahre an für etwa zehn Jahre zur erweiterten Weltspitze im Biathlon. Bei den Biathlon-Weltmeisterschaften 1987 in Lake Placid wurde Manolowa Sechste im Sprint, 1989 in Feistritz an der Drau Achte. Zudem gewann sie mit der Staffel Bulgariens an der Seite von Zwetana Krastewa und Nadeschda Alexiewa hinter den Russinnen die Silbermedaille. Auch die WM 1990, die an mehreren Orten ausgetragen wurde, brachte mit den Rängen zehn im Sprint, vier mit der Staffel und Platz drei im Teamrennen mit Alexiewa, Iwa Schkodrewa und Krastewa erneut gute Resultate. Auch in Lahti wurden 1991 die Mannschaftswettbewerbe die besten Rennen. Mit der Staffel erreichte sie Platz sechs, im Teamwettbewerb musste sie sich an der Seite von Silwana Blagoewa, Alexiewa und Karagiosowa nur dem Vereinigten Team geschlagen geben. Bei den erstmals bei Olympischen Winterspielen 1992 ausgetragenen Frauenwettbewerben im Biathlon in Albertville startete die Bulgarin im Einzel und wurde dort 16. Weniger erfolgreich verliefen die Biathlon-Weltmeisterschaften 1993 im heimischen Borowez mit Rang acht im Staffelrennen und Platz sieben im Teamwettkampf. 1994 startete Manolowa nochmals in Lillehammer bei Olympischen Spielen und erreichte die Plätze 52 im Sprint, 22 im Einzel und 13 mit der Staffel. Letztes Großereignis wurden die Biathlon-Weltmeisterschaften 1997 in Osrblie, wo sie an der Seite von Karagiosowa und der neuen bulgarischen Biathlongeneration die von Pawlina Filipowa und Ekaterina Dafovska verkörpert wurde, nochmals Achte im Teamwettkampf wurde.

## Biathlon-Weltcup-Platzierungen
Die Tabelle zeigt alle Platzierungen (je nach Austragungsjahr einschließlich Olympische Spiele und Weltmeisterschaften).
- 1.–3. Platz: Anzahl der Podiumsplatzierungen
- Top 10: Anzahl der Platzierungen unter den ersten zehn (einschließlich Podium)
- Punkteränge: Anzahl der Platzierungen innerhalb der Punkteränge (einschließlich Podium und Top 10)
- Starts: Anzahl gelaufener Rennen in der jeweiligen Disziplin

| Platzierung                    | Einzel | Sprint | Verfolgung | Massenstart | Team | Staffel | Gesamt |
| ------------------------------ | ------ | ------ | ---------- | ----------- | ---- | ------- | ------ |
| 1. Platz                       |        |        |            |             |      |         |        |
| 2. Platz                       |        |        |            |             | 1    | 1       | 2      |
| 3. Platz                       |        |        |            |             | 1    |         | 1      |
| Top 10                         |        | 3      |            |             | 5    | 4       | 12     |
| Punkteränge                    | 2      | 3      |            |             | 5    | 5       | 15     |
| Starts                         | 2      | 4      |            |             | 5    | 5       | 16     |
| Stand: Daten nicht vollständig |        |        |            |             |      |         |        |